# Jan Baetens
Pour les articles homonymes, voir Baetens.
Jan Baetens, né le 5 septembre 1957 à Saint-Nicolas (province de Flandre-Orientale), est un poète, essayiste, commissaire d'exposition, éditeur et critique belge de langue maternelle flamande mais d'expression française.

## Biographie
Jan Baetens naît le 5 septembre 1957 à Saint-Nicolas,,.

### Enseignement
Il est professeur de sémiotique, d'études culturelles à l'Université de Leuven,,, après l'avoir été à l'Université de Maastricht. Il a une double activité de poète et de critique.

### En poésie
Comme poète, il débute en 1998 (soit à plus de 40 ans) avec 416 Heptasyllabes et il publie une douzaine de recueils, dont Cent Fois sur le métier (2004), qui obtient en 2007 le prix triennal de poésie de la Fédération Wallonie-Bruxelles. Très proche de la poésie dite « à contraintes » dans ses premiers textes, il s'ouvre peu à peu à des formes d'expression plus libre. Du point de vue thématique, il attache un grand prix à la représentation du quotidien dans ses formes les plus inattendues et les plus humbles : le basket-ball, la bande dessinée, les poètes du dimanche sont quelques-uns de ses sujets favoris.

### Critique littéraire
Comme critique, Jan Baetens publie à la fois des études sur la poésie et de très nombreux travaux universitaires sur les rapports entre textes et images, surtout dans les genres dits mineurs comme la novélisation, le roman-photo,, ou le ciné-roman-photo.
Cofondateur de la maison d'édition Les Impressions nouvelles, il participe également à la création et à l'animation des revues Conséquences (1984-1993), Formules. Il est membre du comité directeur de la revue Formes poétiques contemporaines (FPC).
Il collabore fréquemment avec Milan Chlumsky (d), photographe tchéco-allemand, et Olivier Deprez, graveur sur bois et membre du groupe FRMK.
En 2008, il est commissaire d'exposition de la rétrospective de Marie-Françoise Plissart au Musée de la photographie d'Anvers.
En 2013, il participe au projet de résidence d'artistes organisé par l'association sans but lucratif (SIC) dans le cadre du Festival off de Venise. Sa contribution La Belgique à Venise est publiée dans un volume collectif de (SIC) consacré à cette résidence.
En 2015, il participe au catalogue Atopolis, exposition d'art contemporain organisée par le centre d'art contemporain Wiels pour Mons 2015.
Depuis 2019, il codirige, avec l'artiste franco-iranienne Narmine Sadeg, le site bilingue Place,. Il est également membre de l'Association des écrivains belges de langue française où se croisent littérature et arts visuels.
En 2019, il est commissaire, avec Géraldine David, de l'exposition rétrospective d'Olivier Deprez, Wrek, not work, à la Bibliotheca Wittockiana.
En 2023, il participe, en collaboration avec Olivier Deprez, à l'exposition célébrant les 15 ans de la revue Textimage. La même année, il publie Cahiers de Grenade aux éditions Tétras Lyre,. Il livre le dernier volet d'une trilogie romaine Hiver à Rome en 2025.
Tout au long de sa vie d'enseignant, il organise  des expositions à la Bibliothèque universitaire de Leuven : le roman-photo, la revue Arts et métiers graphiques, la revue L'Immédiate (en collaboration avec le -Centre d'études sur l'écriture et l'image), le roman-photo belge ou encore le ciné-roman-photo.

### Autres activités
Il est membre du comité directeur d'International Network for the Study of Lyric (INSL) [« réseau international pour l'étude de la poésie »] depuis 2019. Il en a été président pour la période 2023-2025.

### Vie privée
Il habite Louvain.

## Œuvre

### Roman
- Faire sécession[35], Paris, L’herbe qui tremble, coll. « D'autre part », 1er octobre 2017, 112 p. (ISBN 9782918220602, présentation en ligne)avec des gravures de Frédéric Coché

### Bande dessinée
- 26. Le Roman-photo[36],[37], Le Lombard, coll. « La Petite Bédéthèque des savoirs », Bruxelles, 16 novembre 2018
Scénario : Jan Baetens - Dessin et couleurs : Clémentine Mélois -  (ISBN 978-2-8036-3735-5)

### Roman-photo
- Une fille comme toi[38], Paris, Jean Boîte Éditions, coll. « Uncreative writing », 2020 (ISBN 9782365680325)

## Réception

### Prix et distinctions
- 2007 : prix triennal de poésie de la Communauté française de Belgique[2],[42],[10] pour le recueil Cent fois sur le métier ;
- 2015 : prix Élie-Rodenbach[2],[56],[6] pour le meilleur poète flamand d'expression française, attribué par l'Association des écrivains belges de langue française ;
- 2022 : grand prix de l'essai[57] de l'Académie royale de langue et de littérature françaises de Belgique pour Illustrer Proust ;
- 2023 : prix Maurice Carême[58],[59],[60] de la Fondation Maurice Carême et de la province du Brabant wallon pour Après, depuis.
- 2025 : Doctorat honoris causa de l'Université de Lausanne (23 mai 2025)[61].

### Hommages
- 2023 : Vivre sa vie, Exposition bibliographique, Université de Grenade du 14 mars au 16 mai 2023. Hommage au professeur Jan Baetens[62].

#### Études
- (fr + de) Thomas Amos (dir.) et Christian Grünnagel (dir.), « Jan Baetens, Professeur-poète », dans Bruxelles surréaliste : positionen und perspektiven amimetischer literatur, Tübingen, Narr Verlag, 2013, 138 p., ill. ; 22 cm (ISBN 9783823367291 et 3823367293, OCLC 947046816)Textes issus d'un colloque international qui s'est tenu en 2010 à l'Université de Duisbourg et Essen, sous le titre Bruxelles surréaliste. Topographies d'une cité. Contributions en français et 2 en allemand. Contient en fin de volume les résumés des contributions en anglais.
- Jean Cléder et Laurent Jullier, Analyser une adaptation, Paris, Flammarion, coll. « Champs », 2017, 410 p., ill. ; 18 cm (ISBN 9782081395954 et 2081395959, OCLC 992793557, présentation en ligne), p. 321.
- Nadja Cohen, « La novellisation poétique, différenciation ou émulation ?, Les cas de Jan Baetens et de Jérôme Game », Sens Public, 9 avril 2018, [lire en ligne]
- Nadja Cohen et Anne Reverseau, dir. « Initials JB », numéro spécial de Image & Narrative, vol. 21, no 3, 2020 [lire en ligne]
- Marion Duvernois et Guido Furci, « Pour une poésie du dimanche », Europa postcoloniale, février 2014.
- Jean-Michel Espitallier, Caisse à outils : un panorama de la poésie française aujourd'hui, Paris, Pocket, coll. « Agora » (no 11891), 3 avril 2014, 256 p., 18 cm (ISBN 9782266250412 et 2266250418, OCLC 893773021, présentation en ligne), p. 202-203.
- Daisy Gudmunsen, "Review of Ici, mais plus maintenant", in: Leonardo Reviews [lire en ligne].
- Estelle Mathey, Postface, in Jan Baetens, Vivre sa vie et autres poèmes, Bruxelles : Espace Nord, 2014.
- (en) Marjorie Perloff, Unoriginal Genius : Poetry by Other Means in the New Century, Chicago, University of Chicago Press, 10 décembre 2010, 232 p., 22,9 cm (ISBN 9782266250412, présentation en ligne), p. 168-169.

#### Périodiques
- Philippe Sohet, « Bande dessinée. Dire l’image », La Revue Nouvelle, no 1,‎ janvier 2008 (lire en ligne, consulté le 10 juin 2025).
- Prisca Grignon, « La “novellisation en vers” de Jan Baetens », in: Marion Poirson-Dechonne et Catherine Soulier (dir.), Revue Textimage. Le Conférencier, décembre 2014 : "Cinéma & poésie. Réflexions" [lire en ligne].
- Gérald Purnelle, « Bouger en poésie », La Revue Générale, no 1,‎ automne 2019, p. 186-189
- Jan Baetens (interviewé par Véronique Bergen), « Entretien avec Jan Baetens, auteur néerlandophone qui publie en français », Les plats pays,‎ 26 mars 2025 (lire en ligne, consulté le 27 mai 2025).

### Émissions de radio
- Jan Baetens : "Le roman-photo naît en 1947 suite à une contrainte économique", émission Le Réveil culturel sur France Culture, production : Tewfik Hakem (21 min 32 s), 2 janvier 2018.

### Vidéographie
- [vidéo] « We du Doc - Entretien Thierry Van Hasselt et Jan Baetens - Corps perdu de Laura Petitjean », sur YouTube, 20 novembre 2013
- [vidéo] « Maison de la Francité - Jan Baetens - Pourquoi rimer en français... quand on est flamand ? », sur YouTube, 13 mars 2018
- [vidéo] « Entretien avec Jan Baetens », sur YouTube, 3 juin 2021
- [vidéo] « Jan Baetens nous parle de... », sur YouTube, 3 octobre 2023